# Florentino Goikoetxea
Florentino Goikoetxea (Goicoechea, Goikoetxe) was een verzetsman van Baskische afkomst die deelnam aan de Komeetlijn, waarbij hij geallieerde piloten over de grens tussen Frankrijk en Spanje gidste bij hun ontsnapping uit bezet Europa tijdens de Tweede Wereldoorlog. Als smokkelaar kende Florentino de Pyreneeën in het grensgebied als zijn broekzak, wat hem in staat stelde om 227 piloten die boven België en Frankrijk werden neergehaald naar het neutrale Spanje te gidsen. Voor zijn moed en opoffering werd hij na de oorlog gehuldigd als ridder van de Nationale orde van het Legioen van Eer in Frankrijk en de Orde van Leopold II in België. Het Verenigd Koninkrijk kende hem onder andere de George Medaille toe.

## Levensloop
Florentino werd geboren op de boerderij Altzueta in Hernani in Spaans Baskenland, en was van bescheiden afkomst. In zijn jonge jaren verdiende hij zijn brood met diverse klusjes en smokkelen. In 1936, na het uitbreken van de Spaanse Burgeroorlog, vluchtte hij naar Ciboure in Frankrijk, waar hij de verzetsvrouw Kattalin Aguirre ontmoette.

### Komeetlijn
In 1941 richtten de Belgen Andrée De Jongh, Arnold Deppé en baron Jacques Donny een Belgisch-Frans netwerk op dat bekend zou worden als de Komeetlijn. Het doel van het netwerk was om geallieerde piloten die werden neergehaald boven België en Frankrijk in veiligheid te brengen, en hen via het Zuid-Franse Bayonne of Saint-Jean-de-Luz, en Urrugne naar het neutrale Spanje te gidsen. Zo konden ze dan via het Britse consulaat in Bilbao en vervolgens Gibraltar terug worden overgebracht naar hun thuisland. Om in Spanje te raken moesten de piloten een hachelijke reis te voet ondernemen doorheen de Pyreneeën. Niet alleen ging het om een uitgestrekt en onherbergzaam gebied, de grens werd ook streng bewaakt met Duitse en Spaanse controleposten. Daarom werden vaak smokkelaars ingezet, omdat zij meesters waren in het vinden van veilige routes. Nadat hun Baskische gids Manuel Iturrioz op 22 maart 1942 werd gearresteerd door de Duitsers, recruteerde de Komeetlijn de toen 44-jarige smokkelaar Florentino Goikoetxea. Sterk als een paard en met een ongeëvenaarde kennis van het grensgebied was hij de uitgelezen gids om de vluchtelingen te begeleiden tijdens deze risicovolle tocht, waarbij de Bidasoa-rivier moest worden overgestoken.

### Arrestatie en redding
In juli 1944, ruim een maand na D-day, vatte Florentino opnieuw een tocht doorheen de Pyreneeën aan. Ditmaal had hij geen piloten mee, die werden sinds de geallieerde landing via andere ontsnappingsroutes ontzet. Hij was nu actief als koerier voor de geheime dienst van de geallieerden en de verzetsbeweging. Om 3 uur 's ochtends was hij de Bidasoa overgestoken om dan af te dalen naar het Franse dorp Urrugne. Toen sloeg het noodlot toe. In het duister klonken opeens machinegeweren en Florentino zakte tegen de grond. Zijn ene been was verbrijzeld door vier Duitse kogels. Desalniettemin kon de koelbloedige Florentino de geheime documenten nog snel verbergen onder een steen. Hij probeerde nog te ontsnappen door zich moeizaam van de helling af te laten rollen, maar tevergeefs. Tijdens een hardhandige ondervraging in het politiekantoor van Hendaye liet hij niks los. Hij werd nadien overgebracht naar het ziekenhuis van Bayonne.
Elvire De Greef ("Tante Go"), toen de laatst overblijvende leidinggevende van de Komeetlijn, bracht een bezoek aan het ziekenhuis. Ze ging zitten bij de patiënt die in het bed naast Florentino lag om geen argwaan te wekken bij het ziekenhuispersoneel. Bij haar vertrek fluisterde ze "twee uur" tegen Florentino. Effectief rond die tijd viel de Gestapo bruusk het ziekenhuis binnen, en haalden ze Florentino met een brancard van zijn kamer - tot grote ontzetting van het verplegend personeel. Toen Florentino in de ambulance werd getild en die van het binnenplein verdween, herkende hij onder andere Fernand De Greef ("Oncle") - de echtgenoot van Tante Go, samen met Antoine Lopez, Jules Artola en andere leden van het verzet. Via zijn werk als tolk voor de Duitsers in het gemeentehuis van Anglet had Fernand een bevelschrift van de Gestapo vervalst en was hij samen met andere verzetslui het ziekenhuis binnengevallen om Florentino zogezegd mee te nemen voor verhoor. Ze brachten hem op een veilige plaats in Biarritz, nabij Anglet, dat niet veel later door de geallieerden zou worden bevrijd.
Zelfs na de oorlog leefde Florentino nog steeds ondergedoken. Hij werd namelijk nog steeds gezocht door het Spaanse regime.

## Onderscheidingen
Na de dood van dictator Francisco Franco in 1975 kreeg Florentino tal van onderscheidingen toegekend:

### België
- Medaille van de Gewapende Weerstand 1940-1945
- Ridder van de Orde van Leopold II

### Frankrijk
- Herinneringsmedaille aan de Oorlog 1939-1945
- Oorlogskruis 1939–1945
- Ridder van de Nationale orde van het Legioen van Eer (ontvangen in Biarritz)

### Verenigd Koninkrijk
- King's Medal for Courage in the Cause of Freedom, in ontvangst genomen op Buckingham Palace
- George Medaille

### Verenigde Staten
- Medal of Freedom

## Erkenningen
- Een straat in het Franse Ciboure draagt zijn naam.
- Elk jaar, het tweede weekend van september, organiseert "De vrienden van de Komeetlijn" een wandeling in de voetsporen van Florentino tijdens zijn tochten.
- Florentino Goikoetxea verkreeg in 1965 de Franse nationaliteit.

## Wetenswaardigheden
- Toen de piloten tijdens de barre tochten vroegen of ze even konden uitrusten, antwoordde Florentino tot hun ergernis steevast met "dos cien metros", nog 200 meter.[5]
- Toen men tijdens de uitreiking op Buckingham Palace vroeg wat zijn bezigheid was, antwoordde de oude smokkelaar dat hij in de import-exportsector zat.[6]
- Mugalari is een Baskisch woord voor mensen die anderen over de grens tussen Frankrijk en Spanje helpen, omwille van politieke redenen.